# Häringe-Hammersta
Häringe-Hammersta naturreservat är ett naturreservat beläget i Ösmo socken i Nynäshamns kommun och Västerhaninge socken i Haninge kommun på Södertörn i Södermanland (Stockholms län). Syfte med reservatet är att bevara och vårda ett innerskärgårdslandskap.

## Beskrivning
Reservatet bildades 1990 och omfattar en areal av 1 887 ha (varav land: 1 052 ha) som ägs av Skärgårdsstiftelsen i Stockholms län. Här finns en omväxlande natur med odlingsmark, hagmark, jätteekar, ädellövskog, barrskogsområden och havsvikar samt slottsmiljöer. Naturreservatet består av två halvöar som åtskiljs av viken Landfjärden. På den norra halvön ligger Häringe slott och på den södra finns borgruinen från 1300-talet och herrgården Hammersta.
Vid Länsstyrelsens inventering av värdefulla träd 2012 hittades inom reservatet Haninges största ek. Dess omkrets är hela sju meter.

## Bilder

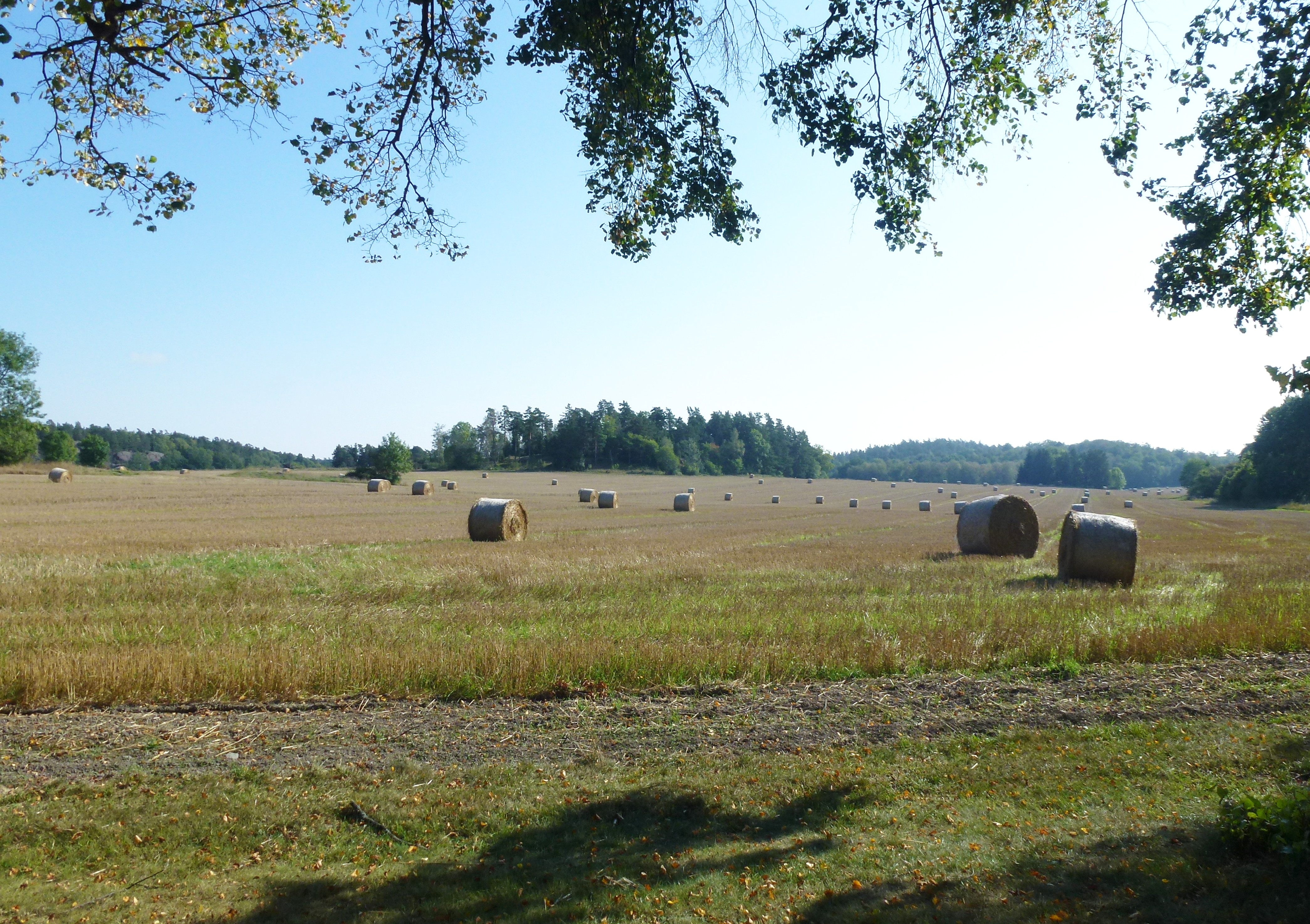
Kulturlandskapet
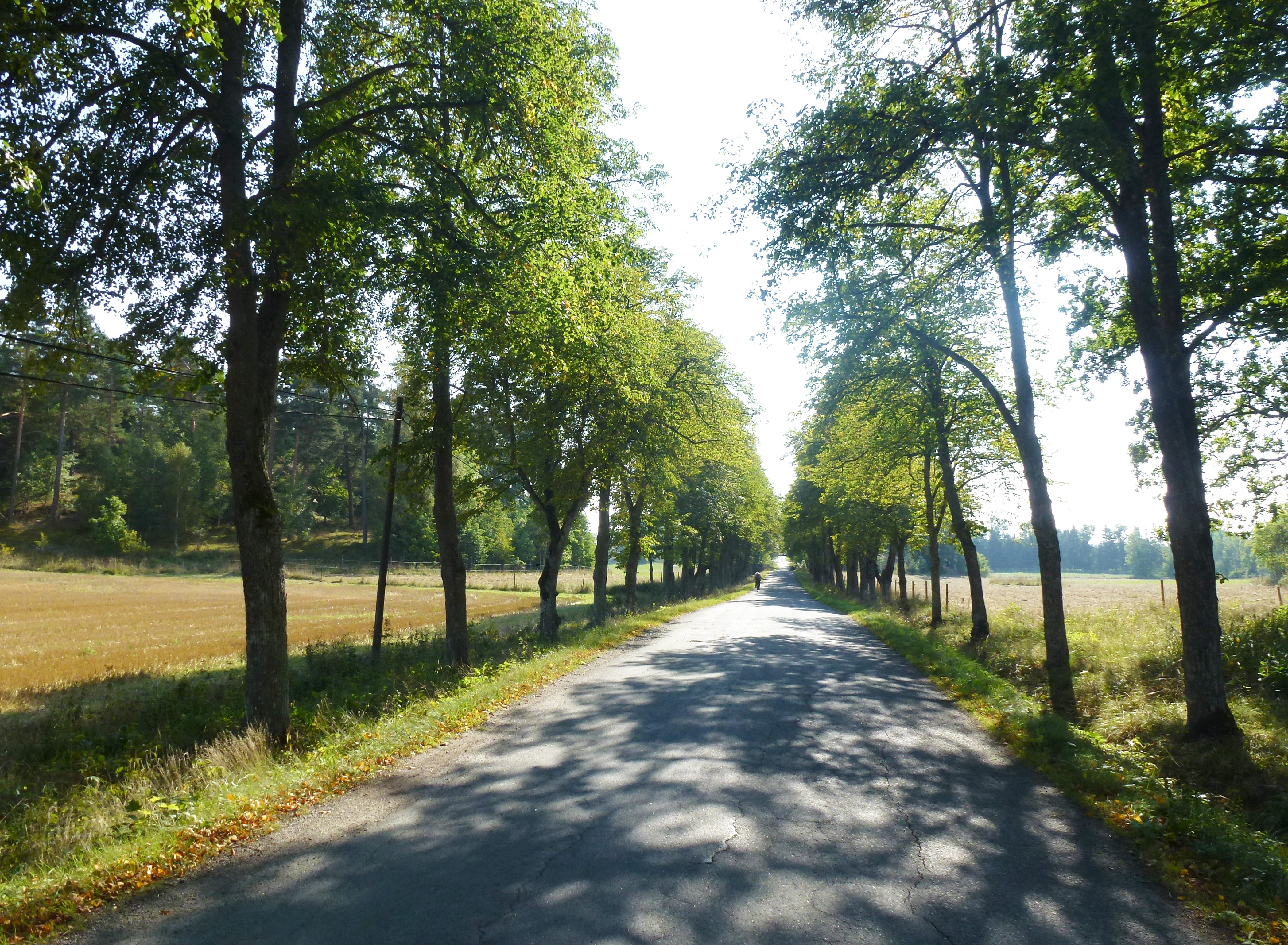
Allén till Häringe slott
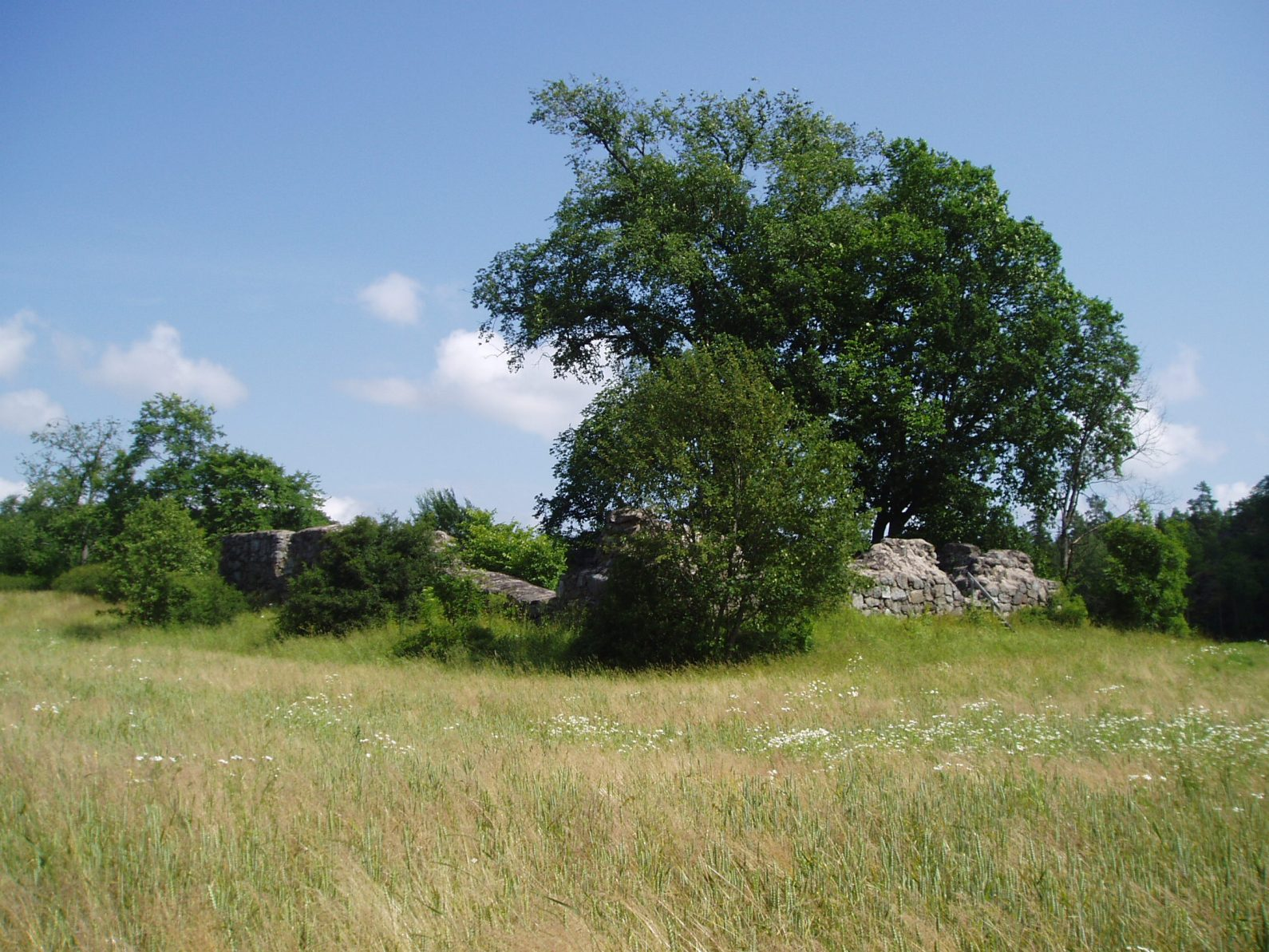
Hammersta borgruin